# 1919 في فنلندا
فيما يلي قوائم الأحداث التي وقعت خلال عام 1919 في فنلندا.

## سياسة

### تعيين في المنصب
- 1 يناير – ريستو روتي عضو برلمان فنلندا  [لغات أخرى]‏.
- 1 أبريل – مينا سيلانبا عضو برلمان فنلندا  [لغات أخرى]‏.
- 1 أبريل – هيكي ريتافووري عضو برلمان فنلندا  [لغات أخرى]‏،وزير الداخلية [الإنجليزية]‏.
- 28 أبريل – رودولف هولستي وزير الخارجية [الإنجليزية]‏.
- 25 يوليو – كآرلو يوهو ستولبيرغ رئيس فنلندا.

## مواليد

### نوفمبر
- 11 نوفمبر – كالي بآتلو روائي فنلندي.

### ديسمبر
- 11 ديسمبر – بافو ألتونن لاعب جمباز فني فنلندي.

## وفيات

### يناير
- 1 يناير – فلاديمير إيفانوفيتش ماركوف (مواليد 1859) سياسي فنلندي.